# Alternative Kanton Zug
De Alternative Kanton Zug (Nederlands: Alternatieve Kanton Zug) is een combinatie van (linkse) politieke partijen in Zwitserland. Een van die partijen, het Socialistisch Groen Alternatief Zug, kreeg bij de verkiezingen op 19 oktober 2003 0,5% van de stemmen, goed voor één zetel. Josef Lang vertegenwoordigde de Alternative Liste/SGA in de Nationale Raad (tweede kamer federaal parlement), maar moest deze bij de parlementsverkiezingen van 21 oktober 2007 inleveren.

## VerkiezingsresultatenNationale Raad1991-heden
| Zetelverdeling 1991-2003 |
| ------------------------ |
| 1991: 1                  |
| 1995: 4                  |
| 1999: 0                  |
| 2003: 1 (0,6%)           |
| 2007: 1 (0,2%)           |

Zwitserse Volkspartij · Sociaaldemocratische Partij van Zwitserland · Vrijzinnig-Democratische Partij.De Liberalen · Het Centrum
Groene Partij van Zwitserland · Groen-Liberale Partij · Burgerlijk-Democratische Partij · Zwitserse Partij van de Arbeid · Christelijk Sociale Partij van Zwitserland · Evangelische Volkspartij · Federaal-Democratische Unie · Lega dei Ticinesi · Zwitserse Democraten · Socialistisch Groen Alternatief Zug · SolidaritéS